# じゅうだん会
じゅうだん会は、八十二銀行が開発する銀行システムをベースにした、勘定系・情報系を含む、銀行システム共同化プロジェクトである。

## 概要
八十二銀行のシステムをベースに開発し、日本IBMが運用を行う。日本列島を縦断する仲間という意味から「じゅうだん会」と命名された。業務フローを全て同行のものに合わせ、法令対応を含めたシステム企画をすべて同行が担当しているのが特徴。7行で稼動中である。
2005年10月には、日本IBMが八十二銀事務センタービル内に、「じゅうだん会共同バックアップセンター」を構築しているほか、翌年2月には八十二銀企画部内に「じゅうだん会共同版企画室」が設置され、これを機に加盟各行から常駐派遣者1名を受け入れている。
八十二銀行のシステムは以下の上に構築されている。
- IBM製メインフレーム (9672等)
- OS/390 (OS)
- IMS/ESA (DB/DCミドルウェア)
- SAIL/ESA (IMS上で稼動する勘定系パッケージ。アプリケーション開発のベース)

当初は親和銀行も参加を表明したが、ふくおかフィナンシャルグループ傘下となったことなどを理由に撤回し、福岡銀行と広島銀行との共同システム（広銀・福銀共同システム）への移行に方針転換した。

## 特徴
以下の基本スキームがある。
- 八十二銀行の現行システムをもとに、共同化システムとして必要とされる要件と各行の共通ニーズを組み込んだ共同版システムを同行が開発し、 各行は体制が整い次第、順次共同版システムへ移行する。
- 八十二銀行は、開発するソフトウェアの使用権を日本IBMに許諾し、各行は同社に各行システムへの適用を委託する(運用・アウトソーシング契約を結ぶ)。
- 今後のシステム開発案件の協議の場として「システム協議会」を設け、八十二銀行がそのシステム開発を担う。

## 参加銀行
- 八十二銀行
- 阿波銀行(2004年1月稼動開始[6])
- 山形銀行(2005年1月稼動開始[7])
- 琉球銀行(2006年1月稼動開始[8])
- 武蔵野銀行(2006年1月稼動開始)
- 筑波銀行（旧名関東つくば銀行）(2008年1月稼動開始[9]。2010年3月に茨城銀行を吸収合併後、同年5月に旧茨銀勘定を統合)
- 宮崎銀行(2011年1月稼働開始[10])

なお、琉球銀行と武蔵野銀行は後に千葉銀行などが主導する地銀連合であるTSUBASAアライアンスにも参画したが、システムは引き続きじゅうだん会の共同システムを使用している（ただしTSUBASAの共同システムのベンダーは、じゅうだん会の共同システムと同じ日本IBMである）。